# Chamorchis alpina
Chamorchis alpina — вид квіткових рослин родини холодкових (Asparagaceae). Ареал: Австрія, Фінляндія, Франція, Німеччина, Італія, пн.-євр. Росія, Норвегія, Польща, Румунія, Словаччина, Швеція, Швейцарія, колишня Югославія.

## Середовище
Він росте в субальпійських і альпійських гірських масивах, на вапняку. 

## Біоморфологічна характеристика
Багаторічна трав'яниста рослина з нерозділеними бульбами 5–15 см заввишки. Листки ростуть у приземній розетці, вузьколінійні, загострені, часто перевищують суцвіття.
Суцвіття — нещільний колос. Квітки дрібні, жовто-зелені. Плід — коробочка. Цвіте з липня по серпень.

## Загрози
Популяції та біотопи Chamorchis alpina на місцевому рівні перебувають під численними антропогенними загрозами, особливо через туризм і створення гірськолижних підйомників, нових лижних трас, рекреаційних заходів і гірських видів спорту. Ще одну загрозу становить збір рослин.

## Галерея

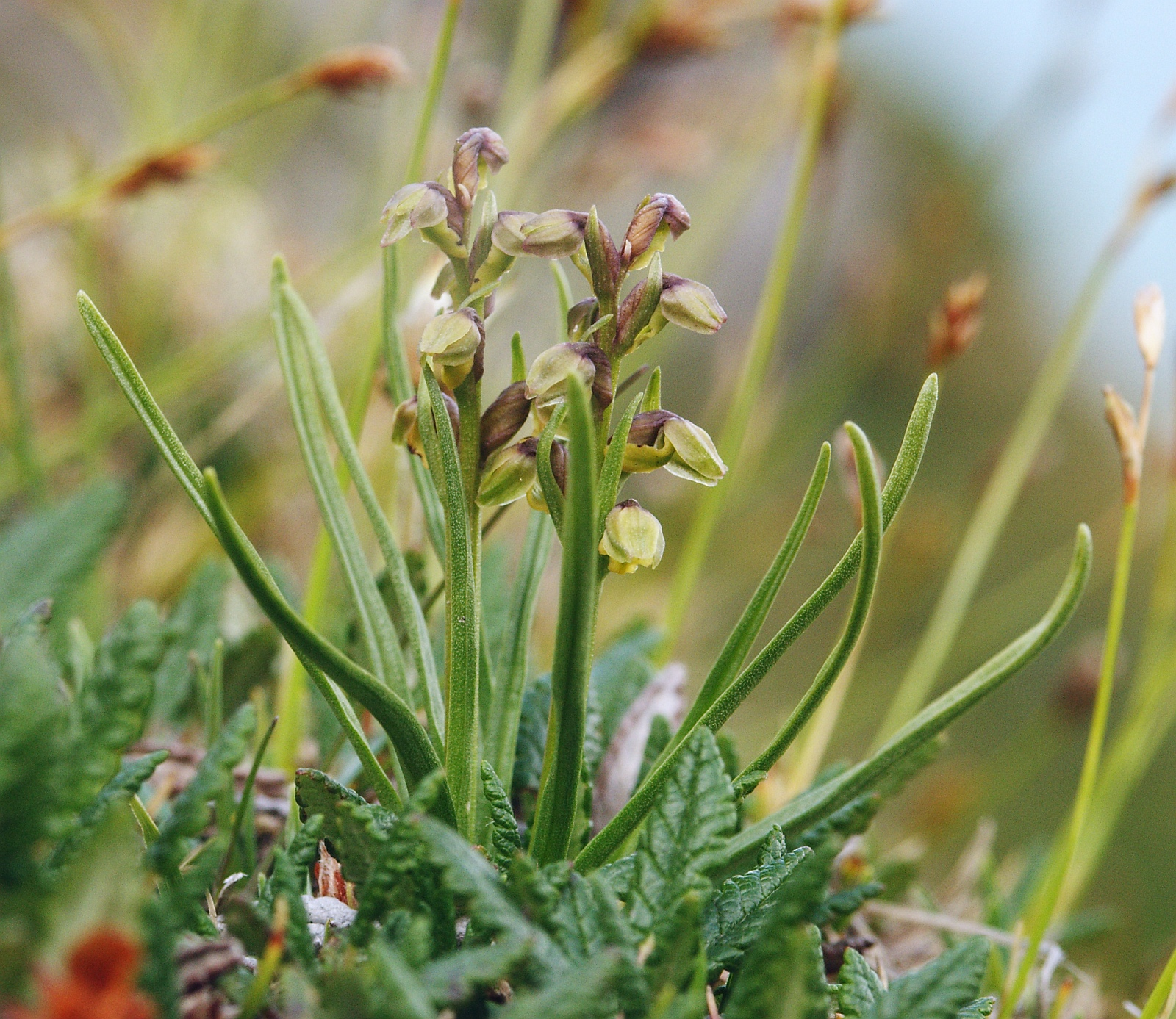
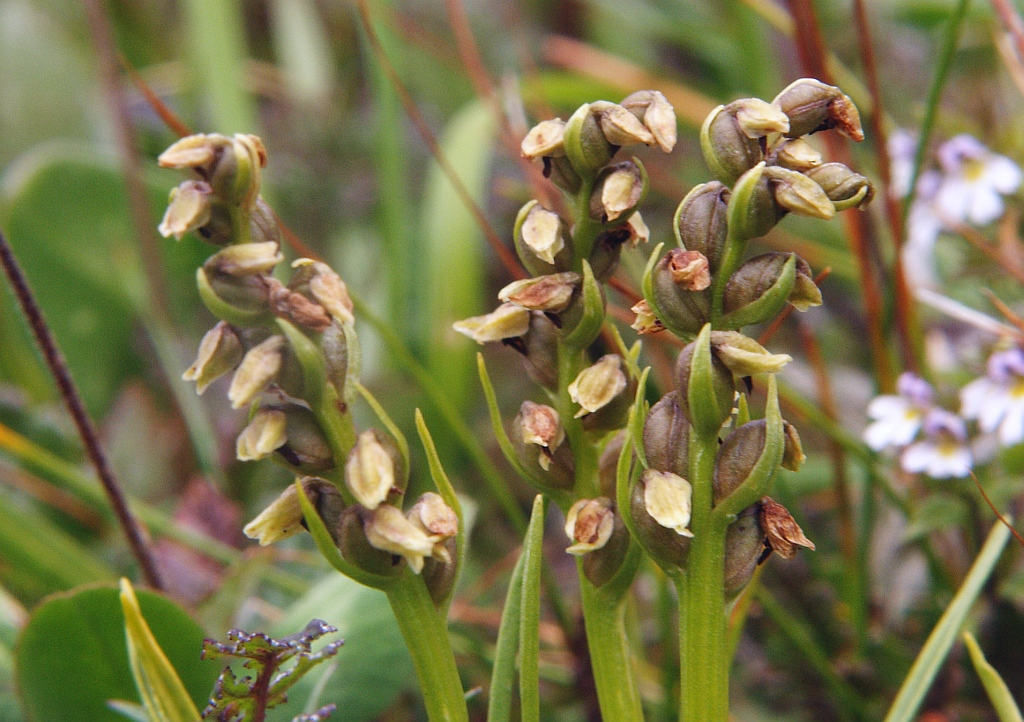
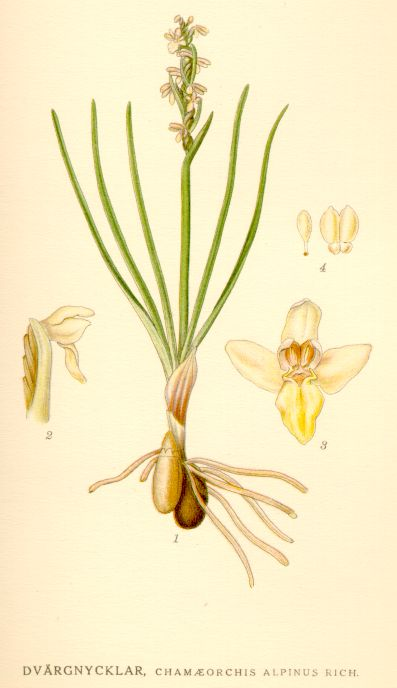